# 王翰 (唐朝)
王翰（680年代—8世紀），字子羽，并州晉陽（今山西太原）人。唐朝詩人，生卒年不詳。

## 生平
王翰家中富裕，性格豪放不羈，喜飲酒，於唐睿宗景雲元年（710年）或二年（711年）進士登第。受到并州長史張嘉貞赏识。张说任并州長史后，也非常赏识王翰，舉直言極諫、超拔群類等制科，調王翰昌樂尉。
開元九年（721年），張說入朝為相，举荐王翰為秘書正字，又擢駕部員外郎。与張說多有诗文往来。“櫪多名馬，家有妓樂”，“發言立意，自比王侯。頤指儕類，人多嫉之。”开元十四年（726年）四月，張說罢相，王翰随之受到牵连，在开元十五年左右，出為汝州長史，再改為仙州別駕。“日聚英豪，從禽擊鼓，恣為歡賞”。与祖咏、杜华交往甚密。再被貶為道州司馬。
开元二十三年（735年），王翰对年轻的杜甫颇为赏识。杜甫在天宝七年作诗《奉赠韦左丞丈二十二韵》中提及此事。此后再无行踪记载，可能于开元中去世。

## 作品
现存王翰诗编录于《全唐诗》卷一五六，共14首，另外《全唐诗》卷八八二补遗残存三句诗（第三句缺三字）。其作品《涼州詞》最为人所传诵。
王翰文章多佚。张说评价其文章“有如琼林玉斝，虽烂然可珍，而多有玷缺。若能箴其所阙，济其所长，亦一时之秀也。”